# Чем кончилась одна командировка
«Чем кончилась одна командировка» (нем. Ende einer Dienstfahrt) — рассказ (повесть) немецкого писателя Генриха Бёлля (1917—1985). Написан в 1966 году.
В своём произведении автор описывает суд над двумя ремесленниками в маленьком городке в Рейнской области (Германия), после того как они сожгли немецкий армейский джип. Автор пародирует репортёрскую лексику, юридический жаргон, разговор обычных людей провинциального городка. История, рассказанная автором в этом произведении — гротеск до абсурдности. Рассказ позволяет автору в очень ограниченных пределах пространства и времени — в одном судебном зале и в нескольких местах в округе, в течение одного лишь дня — показать образы и судьбы очень разных людей.

## Сюжет
Маленький западногерманский город Бирглар, недалеко от Кёльна. Иоганн Груль, мастер-краснодеревщик, и его сын Георг оказались в трудной жизненной ситуации. Глава семьи, старший Груль, накопил значительные долги по налогам; положение семьи ещё более ухудшается, когда Георга призывают в армию — всю прежнюю работу теперь приходится выполнять одному Иоганну. По окончании службы Георг Груль получил приказ набрать пробег на внедорожнике DKW MUNGA (необходимый для прохождения этим автомобилем планового осмотра), на это у него уйдёт несколько дней поездок по всей стране с единственной целью — показать на спидометре требуемые по инструкции значения. Вместо этого Георг приезжает домой. Вместе отец и сын Грули готовят машину и, распевая литании, сжигают её у оживлённой дороги. Преднамеренности своих действий они не скрывают — они устроили акцию протеста против обрекшего их на нищету и бессмысленное существование общественного строя. В учинённый над поджигателями судебный процесс оказываются вовлечены многие персонажи (помещение для этого судебного заседания очень узкое, но числом его участников автор себя не ограничивает) — это непосредственные участники заседания, их родственники, разные должностные лица, местные жители и т. д. У всех у них свои манеры, представления о жизни и цели в этом процессе. Среди участников судья Штольфус и его жена (лишенная счастья материнства, но живущая бесконечными историями о своих несуществующих детях), старая дева Агнеса Халь (любящая музыку и справедливость, под впечатлением поступка младшего Груля она завещает ему всё свое имущество, если тот ежегодно будет сжигать одну военную автомашину), родственники прокурора и защитника, благодушный сельский священник (видящий в немецкой армии организацию, деятельность которой близка к абсолютности бессмысленности), язвительный ефрейтор и другие.
Преступление, первоначально классифицированное как политически мотивированное, в ходе судебного разбирательства переоценивается судьёй при поддержке адвоката как форма антиискусства — «хэппенинг» — одного из тех своеобразных происшествий, в последние годы всё чаще происходящих в стране, когда присутствующие становятся не только их зрителями, но и участниками, более того, их возможными «жертвами». Такие происшествия — то самые обычные, но многократно, навязчиво повторяемые, то необычайно скандальные, должные демонстрировать драматизм и абсурдность современной повседневной жизни. После подтверждающего «хэппенинг» экспертного заключения профессора искусствоведения Бюрена местный суд приговорил отца и сына к полному возмещению ущерба и шести неделям тюремного заключения за хулиганство, во многом этому способствует нежелательность для власти широкой огласки первопричины бунта подсудимых, выразившегося в поджоге.
Повествование представлено автором как репортаж из зала суда, даже как некий протокол судебного следствия. Воспользовавшись этим писатель пародирует репортёрскую лексику (в начале рассказа приведены заметки об этом событии из местных газет), особенности речи судьи, прокурора и адвоката, разговор обычных людей из маленького городка.

## История
Рассказ (повесть) опубликован в 1966 году кёльнским издательством «Kiepenheuer & Witsch».
Рассказ — в ряду произведений, развивающих главную в середине 1960-х годов для Генриха Бёлля тему сопротивления человека испытываемому им гнёту власти, общества и обстоятельств, попыток им прорыва к свободе: повесть «Самовольная отлучка» (1964, вариант перевода — «Уклонение от военной службы», нем. Entfernung von der Truppe), вышедшие в это время в эфир радиопьесы «Час ожидания» (1966, вариант перевода «Пересадка», нем. Eine Stunde Aufenthalt) и «Микрофон» (1968, нем. Sprechanlage).
В русском переводе Наталии Ман и Софьи Фридлянд рассказ был опубликован в журнале «Иностранная литература» № 11 (с. 170—203) и № 12 (с. 128—190) за 1966 год, был переведён и на другие языки — английский, итальянский, испанский, персидский, французский и т. д.
Рассказ занимал 1-е место в списке бестселлеров Spiegel в течение 26 недель в 1966 и 1967 годах.
Название рассказа было использовано для наименования современных событий в политической жизни объединённой Германии (см., например, Matthias Gebauer, Christiane Hoffmann, Alexander Neubacher, Ralf Neukirch, Gerald Traufetter und Andreas Wassermann. Ende einer Dienstfahrt // DER SPIEGEL. — 2013. — № 40.; Tim Herden. Ende einer Dienstfahrt // der Freitag.).

## Критика
Разбирая это произведение Бёлля, ставя рассказ в сравнение с другими произведениями, близко знавшие писателя Л. Копелев и Р. Орлова отмечают и характерные для его творчества, и нетаковые особенности повествования. По их мнению, автор вглядывается в абсурдность происходящих на его глазах событий, желая понять причину их абсурдности, а вовсе не отворачивается от них с брезгливостью человека, которому это неблизко. Ему ощутимо нравится антивоенный поступок главных героев. В тексте рассказа отсутствуют характерные для прозы Бёлля повторы («рефрены»), обычно явно различимые в тексте, однако уже в самом начале рассказа устами одного из героев автор сообщает о тщетности попыток навести порядок в этом мире. Персонажи не произносят явно абсурдных речей, но ощущение абсурдности происходящего нарастает, создаваемое однако сочетанием вполне реалистических образов героев повествования, их поступков и высказываний, все они логичны, просты, реальны. Язык писателя в разные периоды его литературного творчества не был однороден и в этом произведении уже сильно отличается от стилистики его классических произведений 1950-х и начала 1960-х годов.
Отмечено, что по своему характеру этот рассказ Бёлля напоминает комическую пьесу Генриха фон Клейста «Разбитый кувшин» (1806), где действие также развивается вокруг судебного дела в провинциальном немецком городишке: «в зале суда все друг друга знают, „чужак“ только прокурор, столичный приезжий».
Р. Орлова и Л. Копелев отмечают также необычайную, даже для Бёлля «плотность информации» в тексте повествования, его густонаселенность и разноголосие. Это, по их мнению, создаёт и трудности восприятия — в стремительном чередовании лиц, воспоминаний, речей трудно запомнить всех персонажей даже повторно перечитывая произведение. Но это же и придаёт особую достоверность этой разноцветной, быстро сменяющейся, непрочной действительности.
Рассказ анализировался на предмет представления уголовного судопроизводства в «изящной литературе», он является в этом отношении своеобразным для немецкой литературы: в нём нет критического описания процесса с «разъяснением справедливости», в нём нет детективной истории с подробным описанием преступления. Автор концентрируется на изображении уголовного процесса, на его регламенте и составе участвующих в нём лиц, на возможностях «отыскания истины» в «судебном процессе», на его особенностях, различных «дискурсах» (моральных, экономических и т. д.), темами повествования являются представление «действительных» жизненных историй, а также освещение определенных юридических ролей в процессе.
По мнению Андреаса Билла, писатель не даёт ответа на поднятые им вопросы, в лучшем случае намекает, добивается лёгкого приглашения вдумчивого читателя к размышлениям об отношениях с властью, крахе государственной машины, конформизме и бунте. По наблюдению исследователей, в этом произведении автор в полной мере отразил свою «эстетику гуманного», поданную со значительной долей авторской насмешки: «В повести Бёлля „гуманное“ и „естественное“ продолжает участвовать в конфликте, но уже не на равных правах, а в явно привилегированном статусе, пожалованном ироническим допущением». Кроме того, подробная картина жизни заштатного городка преподнесена таким образом, что не оставляет сомнений в том, что эта «провинциальная идиллия» приходит в упадок под нажимом реалий современной жизни, цивилизации.

## Экранизации
В 1971 году по мотивам рассказа режиссёром Гансом Дитером Шварце был снят одноимённый художественный фильм .